# Kneiphof

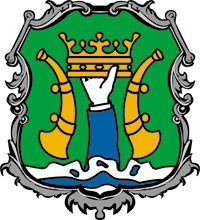
Kneiphofs stadsvapen

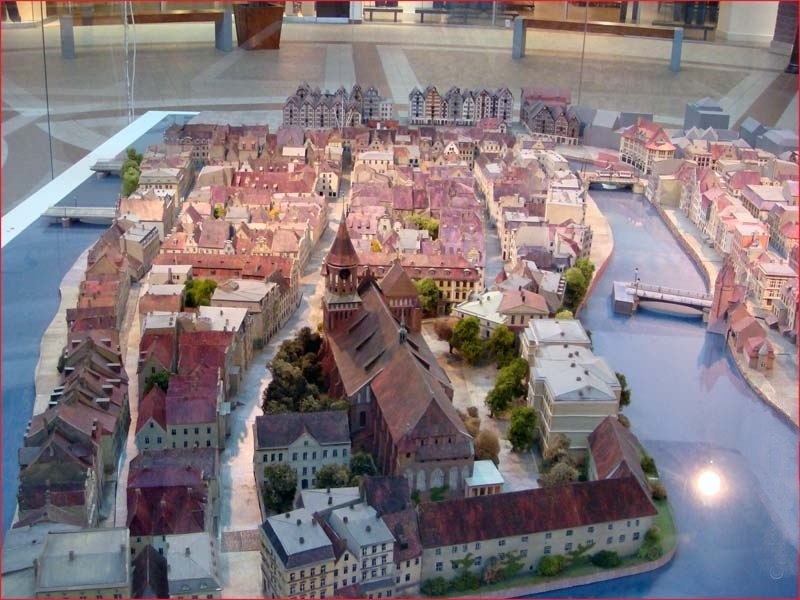
Rekonstruktion av Kneiphos i Kaliningrads museum

Kneiphof (ryska Kantskij ostrov, "Kants ö") hette under den tyska tiden den ö i floden Pregel som låg i de centrala delarna av staden Königsberg.